# The Jazz Messengers

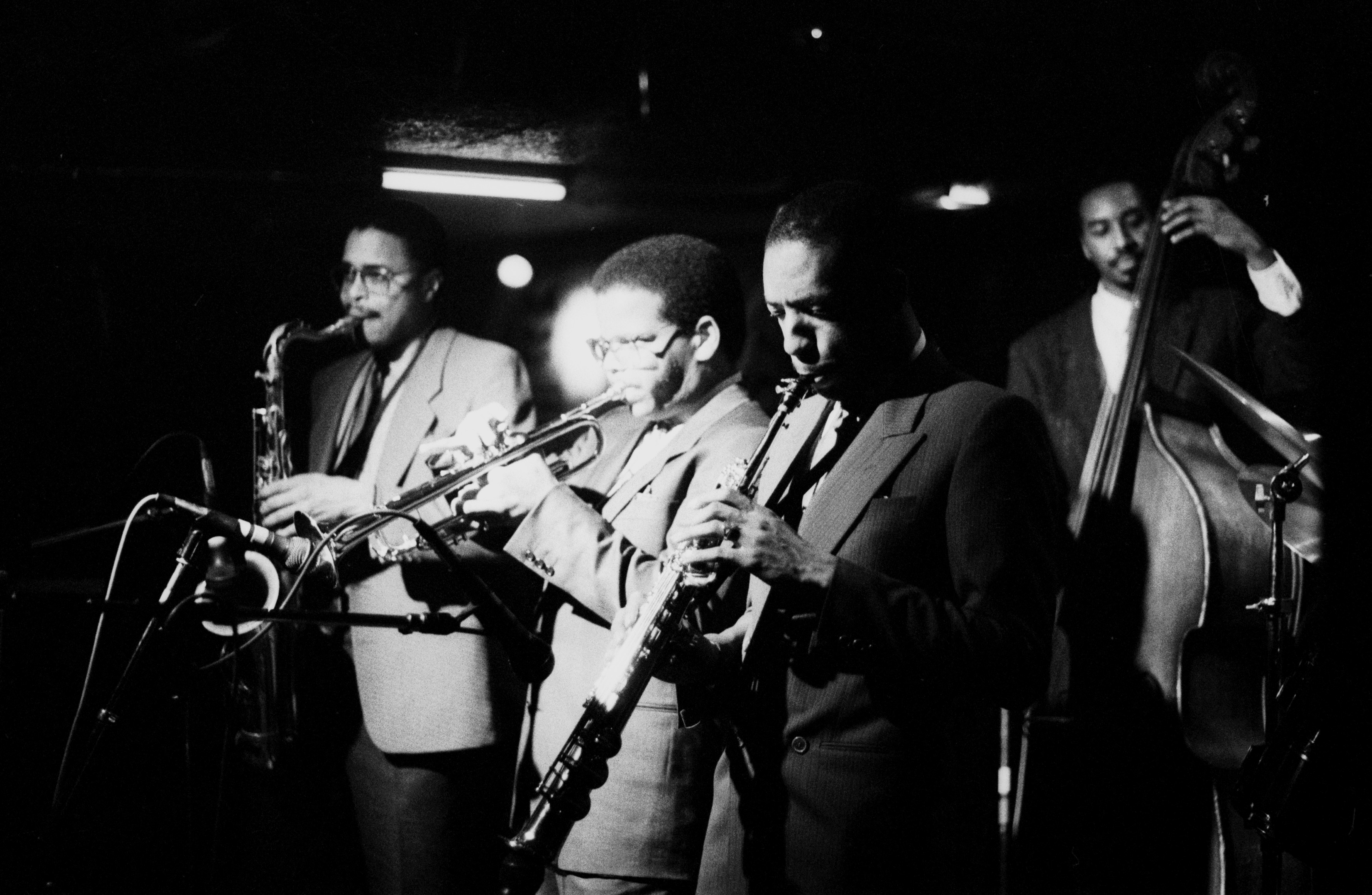
Jazz Messengers im Konzert (1985): (v. l. n. r.) Jean Toussaint (Tenorsaxophon), Terence Blanchard (Trompete), wahrscheinlich Donald Harrison (Sopransaxophon), Lonnie Plaxico (Bass)

The Jazz Messengers (1955–1990) waren eine Jazzband mit wechselnder Besetzung, die vom Schlagzeuger Art Blakey geleitet wurde. Ursprünglich waren die Messengers ein Projekt des Jazzpianisten Horace Silver mit Art Blakey.

## Bandgeschichte

### Vorgeschichte 1947–1954
Im Jahr 1947 bildete Art Blakey eine kurzlebige Big Band, die er „The Seventeen Messengers“ nannte. In den Jahren 1952 und 1953 war Art Blakey Schlagzeuger des neu gegründeten Horace Silver Trio und wirkte mit bei den zwei 10"-LPs Introducing the Horace Silver Trio und Horace Silver Trio Vol. 2 (später auf einer 12"-LP zusammengefasst unter dem Titel Horace Silver and Spotlight on the Drums: Art Blakey — Sabu). Mit dem neu zusammengestellten Art Blakey Quintet (bestehend aus Clifford Brown, Lou Donaldson, Horace Silver und Curly Russell) nahm er am 21. Februar 1954 für Blue Note Records die inzwischen legendär gewordene Live-Session A Night at Birdland auf.

### The Jazz Messengers mit Horace Silver 1954–1956
Im November 1954 bzw. Februar 1955 spielte Art Blakey im Horace Silver Quintet, bestehend aus Horace Silver, Kenny Dorham, Hank Mobley und Doug Watkins. Diese Konstellation stellte die Urbesetzung der Jazz Messengers dar. Die beiden eingespielten 10"-LPs Horace Silver Quintet, Vol. 1 und Vol. 2 (BLP 5058/5062) wurden 1956 zu einer 12"-LP zusammengefasst und unter dem Albumtitel Horace Silver and the Jazz Messengers wiederveröffentlicht. Im März 1955 begleiteten Art Blakey, Horace Silver und Hank Mobley den Trompeter Kenny Dorham auf dessen Album Afro-Cuban (Blue Note 92744).
Am 23. November 1955 erfolgte ein Live-Mitschnitt der Urbesetzung im Café Bohemia in New York, der unter dem Titel The Jazz Messengers At the Cafe Bohemia auf zwei separaten Alben (BLP 1507/1508) veröffentlicht wurde. Als Kenny Dorham 1956 die Jazz Messengers verließ, um seine Solokarriere weiterzuverfolgen, wurde er durch Donald Byrd ersetzt. In dieser Konstellation spielte man für Columbia Records das Album The Jazz Messengers ein sowie für Transition Records Donald Byrds Album Byrd’s Eye View, produziert von Tom Wilson.

### Bandgeschichte bis 1991
Horace Silver, der musikalische Leiter der Gruppe, überließ den Bandnamen nach seinem Ausscheiden 1956 Art Blakey, so dass die Band fortan unter dem Namen Art Blakey & The Jazz Messengers firmierte. Als dann auch Hank Mobley ausschied, bildeten Bill Hardman und Jackie McLean die Frontline der Band. In die Ära Bill Hardman fällt auch die gemeinsame Atlantic-Platte der Messengers mit Thelonious Monk und Johnny Griffin im März 1957.
Der bedeutendste Personalwechsel Ende der 1950er Jahre war der Eintritt des Tenorsaxophonisten Benny Golson, der auch als musikalischer Direktor und Komponist fungierte, sowie des jungen Trompeters Lee Morgan. Die Rhythmusgruppe wurde ergänzt durch den Pianisten Bobby Timmons und den Bassisten Jymie Merritt, der bis 1962 bei den Messengers blieb.
Das Normalformat der Messengers war die Quintettbesetzung mit Trompete, Tenorsaxophon, Piano, Bass und Schlagzeug; die Band wurde jedoch zeitweise – wie zu Beginn der 1960er Jahre durch die Hinzunahme des Posaunisten Curtis Fuller in die Frontline – zum Sextett erweitert, zu hören auf dem Blue-Note-Album Mosaic 1961. Später wurden zudem Besetzungen mit zwei Saxophonen (Tenor und Alt) versucht. Blakey setzte jeweils einen musikalischen Direktor ein, in welcher Rolle neben Silver und anderen Pianisten vor allem die Tenorsaxophonisten Benny Golson und Wayne Shorter in Erscheinung traten. Letzterer wurde dann von Miles Davis für dessen Quintett abgeworben, wo er John Coltrane nachfolgte. Blakey forderte indes nach Möglichkeit von allen Bandmitgliedern Beiträge zum Repertoire ein. Zu Berühmtheit gelangten insbesondere die Kompositionen Moanin’ (Bobby Timmons) und Blues March (Benny Golson), die bei kaum einem Auftritt der Messengers fehlen durften.
Danach kam Cedar Walton nicht nur als Pianist, sondern auch als professionell ausgebildeter Arrangeur (er war didaktisch interessiert) in die Band, der als erster den folgenden späten Sound der Band schuf, der sich durch interessante charakteristische Abstimmung der Bläser bemerkbar macht. (so das Album Caravan.)
Als große Zeit der Gruppe kann das Jahrzehnt 1955–1965 bezeichnet werden, in dem einige bekannte Alben für Blue Note Records entstanden, wie A Night in Tunisia 1960, Roots and Herbs 1961, Mosaic 1961 und Free for All 1964. Die Messengers bildeten wohl neben dem Horace Silver Quintett eine der Säulen, auf denen der damalige Erfolg dieses Labels, das sich weitgehend dem Hardbop verschrieb, ruhte.
Nachdem der Hardbop gegen Ende der 1960er Jahre an Bedeutung verlor und mit ihm auch das Blue-Note-Label vorübergehend von der Bildfläche verschwand, wurden die Messengers etwas an den Rand der Szene gedrängt, obwohl sie noch bis zum Tode Blakeys 1990 fortbestanden.
Zu den bedeutenden Musikern, die in dieser Zeit Mitglied der Messengers waren, gehören John Gilmore 1964/65, Keith Jarrett und  Chuck Mangione 1966, Billy Harper und Ronnie Mathews 1968, Joanne Brackeen 1969–71, Jan Arnet 1969/70, Woody Shaw 1971–73 sowie erneut Bill Hardman und Johnny Griffin, sowie Junior Mance und Reggie Workman.
Anfang der 1970er Jahre wandte Blakey sich auch anderen Projekten zu, trat aber gelegentlich weiter mit den Messengers auf. 1975 formte er mit jungen Musikern wie dem aus Russland stammenden Trompeter Valery Ponomarev, den Saxophonisten Bobby Watson und  David Schnitter, für welche Besetzung deren Pianist Walter Davis einige prägnante Kompositionen wie Jodi und Uranus beisteuerte, die Messengers neu. Bill Hardman wurde immer wieder zur Arbeit hinzugezogen und hatte sicherlich mit seiner dreißigjährigen Mitarbeit (1956–87) Anteil an der Kontinuität der Messengers. In späteren Besetzungen holte sich Blakey den Pianisten James Williams und den Bassisten Dennis Irwin.
Obwohl die späten Messengers nicht mehr an die Erfolgszeit ihrer Vorgänger von 1955 bis 1965 anschließen konnten, waren sie eine außerordentliche „Talentschmiede“ des Hardbop oder Neobop, aus der später erfolgreiche Musiker wie Wynton Marsalis, Branford Marsalis, Kenny Garrett, Robin Eubanks, Mulgrew Miller, Lonnie Plaxico, Terence Blanchard oder Frank Lacy hervorgehen sollten. Außerdem trat Blakey mit Wiedervereinigungen der alten Messengers-Besetzung bei verschiedenen Jazzfestival auf, so auf dem Kool Jazz Festival 1981, in Japan 1983 und dem Blue Note-Festival 1985.
Bis ins Jahr 1990 ging Blakey mit der Band regelmäßig auf Tournee, trat etwa auf dem North Sea Jazz Festival und bei Moldejazz auf, und spielte Alben ein, zuletzt im April 1990 mit Trompeter Brian Lynch, Posaunist Steve Davies, den Saxophonisten Dale Barlow und Javon Jackson, dem Pianisten Geoff Keezer und dem Bassisten Essiet Okon Essiet. In der Woche vor Blakeys Tod traten die Jazz Messengers zum letzten Mal auf – im New Yorker Sweet Basil.

### Nach Blakeys Tod
Zur 2004 gegründeten Jazz Messengers Reunion Band gehörten Trompeter Valery Ponomarev, Tenorsaxophonist David Schnitter, Altsaxophonist Bobby Watson, Pianist Mulgrew Miller sowie Bassist Lonnie Plaxico mit wechselnden Schlagzeugern wie Louis Hayes oder Ben Riley.
Eine weitere Ghost Band bildeten Blakey-Zeitgenossen Benny Golson, Curtis Fuller mit Geoff Keezer, Terence Blanchard, Peter Washington und Lewis Nash für ein Konzert im Iridium Jazz Club im November 1997; der Mitschnitt erschien als The Legacy of Art Blakey  auf Telarc.

## Stimmen
Horace Silver verließ die Band aufgrund der Drogenprobleme seiner Mitmusiker. In seiner Autobiografie äußerte er sich lobend und auch wehmütig über die ursprüngliche Konstellation der Jazz Messengers, denn er vermisste die Band sein Leben lang: 

“In spite of such experiences, I can say that the Jazz Messengers were the greatest band that I’ve ever played with — and I’ve played with some great ones. Some nights, we’d be cookin’ so tough it would seem like we were floating in space. I’ve never grooved with any group of musicians so consistently as I did with the Jazz Messengers. I believe that these guys didn’t play great because of their use of drugs. Drugs are a handicap; they played great in spite of their use of drugs.”

„Trotz solcher Erfahrungen kann ich sagen, dass die Jazz Messengers die beste Band waren, mit der ich je gespielt habe — und ich habe mit einigen großartigen Bands gespielt. An manchen Abenden sind wir so abgegangen, dass es schien, wir würden im Raum schweben. Ich habe noch nie mit einer Gruppe von Musikern so gegroovt wie mit den Jazz Messengers. Ich glaube, dass diese Jungs nicht so gut gespielt haben, weil sie Drogen genommen haben. Drogen sind eine Behinderung; sie haben trotz ihres Drogenkonsums großartig gespielt.“

Leonard Feather: „Die Messengers bestimmten den Hard-Bop-Bereich des Jazz mit einer gewaltigen kinetischen Kraft, wofür Blakeys einfallsreiche und anregende Arbeit im großen und ganzen verantwortlich war.“

## Besetzungen
- Saxofonisten: Hank Mobley, Benny Golson, Wayne Shorter, Jackie McLean, Johnny Griffin, Donald Harrison, Bill Pierce, Michael Brecker, Javon Jackson, Jean Toussaint, Bobby Watson
- Trompeter: Kenny Dorham, Donald Byrd, Lee Morgan, Freddie Hubbard, Bill Hardman, Charles Tolliver, Woody Shaw, Terence Blanchard, Valery Ponomarev, Wynton Marsalis, Wallace Roney, Randy Brecker
- Posaune: Robin Eubanks, Curtis Fuller
- Pianisten: Horace Silver, Bobby Timmons, Walter Davis Jr., Ronnie Mathews, Cedar Walton, Chick Corea, Keith Jarrett, Johnny O’Neal, James Williams, Donald Brown, Sam Dockery, Harold Mabern, Mulgrew Miller, Ray Bryant, Joanne Brackeen, Geoff Keezer, John Hicks
- Bassisten: Oscar Pettiford, Doug Watkins, Jymie Merritt, Reggie Workman, Lonnie Plaxico, Spanky DeBrest, Reggie Johnson, Charles Fambrough, Stanley Clarke

## Diskografie (Auswahl)
- 1955: Horace Silver and the Jazz Messengers (Blue Note, BLP 1518)
- 1956: At the Cafe Bohemia, Vol. 1 & 2 (BLP 1507/1508; live aufgenommen am 23. November 1955)
- 1956: The Jazz Messengers (mit Horace Silver), (Columbia, CL 897)
- 1956/57: Drumsuite (mit Ray Bryants Hit "Cubano Chant"), (RCA Victor)
- 1957: Art Blakey's Jazz Messengers with Thelonious Monk (Atlantic Records)
- 1958: Moanin’ (Blue Note)
- 1959: Just Coolin’ (Blue Note, ed. 2020)
- 1959: Les Liaisons Dangereuses 1960 (Original Soundtrack mit Barney Wilen)
- 1960: A Night in Tunisia (Blue Note)
- 1961: Jazz Messengers (Impulse Records)
- 1961: Mosaic (Blue Note)
- 1961: Buhaina’s Delight (Blue Note)
- 1962: Three Blind Mice Vol 1 & 2 (Blue Note)
- 1962: Caravan (Riverside 438, Stereo 9438)
- 1963: Ugetsu (live im Birdland (New York) 16. Juni 1963; RM 464, RS 9464)
- 1964: Kyoto (R 493)
- 1964: Indestructible (Blue Note)
- 1964: Free for All (Blue Note)
- 1965: S’Make It (Verve Records)
- 1969: The Witch Doctor (Blue Note)
- 1982: Keystone 3 (Concord)
- 1984: The New York Scene (Concord)
- 1985: Live at Kimball’s  (Concord)
- 1990: Chippin’ In (Timeless)
- 2021: First Flight to Tokyo: The Lost 1961 Recordings (Blue Note)

### Musikbeispiele
- Art Blakey & the Jazz Messengers: Politely (Live at Club St. Germain, 1958) auf YouTube
- Art Blakey & the Jazz Messengers: Moanin' auf YouTube
- Art Blakey & the Jazz Messengers: Mosaic auf YouTube
- Art Blakey & the Jazz Messengers: Invitation auf YouTube